# Земљотрес у Чилеу 2010.
Земљотрес у Чилеу 2010. је био катастрофални земљотрес јачине 8,8 степени по Рихтеровој скали који се догодио 27. фебруара 2010. године у централном делу Чилеа. Догодио се у 03:34 по локалном времену (06:34 УТЦ) и трајао око три минута. Епицентар је био 91 km од другог по величини града Консепсиона, 35 km испод нивоа мора. 
До сада је потврђено више од 795 погинулих.